# Хафизова, Кристина Гайяровна
Кристина Гайяровна Хафизова (род. 22 ноября 1990 года, Москва) — российская тхэквондистка.

## Спортивная карьера
- Двукратная чемпионка России 2008, 2009 годов.
- Бронзовый призёр молодёжного (до 21 года) чемпионата Европы 2009 года (Виго, Испания).
- Финалистка Кубка мира в командном зачете 2009 года (Баку. Азербайджан).
- Бронзовый призёр чемпионата Европы 2010 года (Санкт-Петербург, Россия).
- Участник Универсиады в Шэньчжэне (Китай) в 2011 году в составе сборной.
- Вице-чемпионка мира среди студентов 2012 года (Почен, Корея).

Выступала за  СДЮШ "Энтузиаст" и спортклуб Московского авиационного института.
Тренеры Иванов В.А., Бубнов С.Д., Кульчицкий А.Н., Адебайо Д.Д.

## Образование
Средняя школа с углубленным изучением французского языка №1216.
Московский Государственный Лингвистический Университет. Факультет французского языка. Бакалавр, специалист в области межкультурных коммуникаций.
Кроме русского свободно владеет французским и английским языками. 

## Работа
С 2017 года и по настоящее время работает в Союзе Тхэквондо России, менеджер сборной команды России.